# Kajsa Mattas

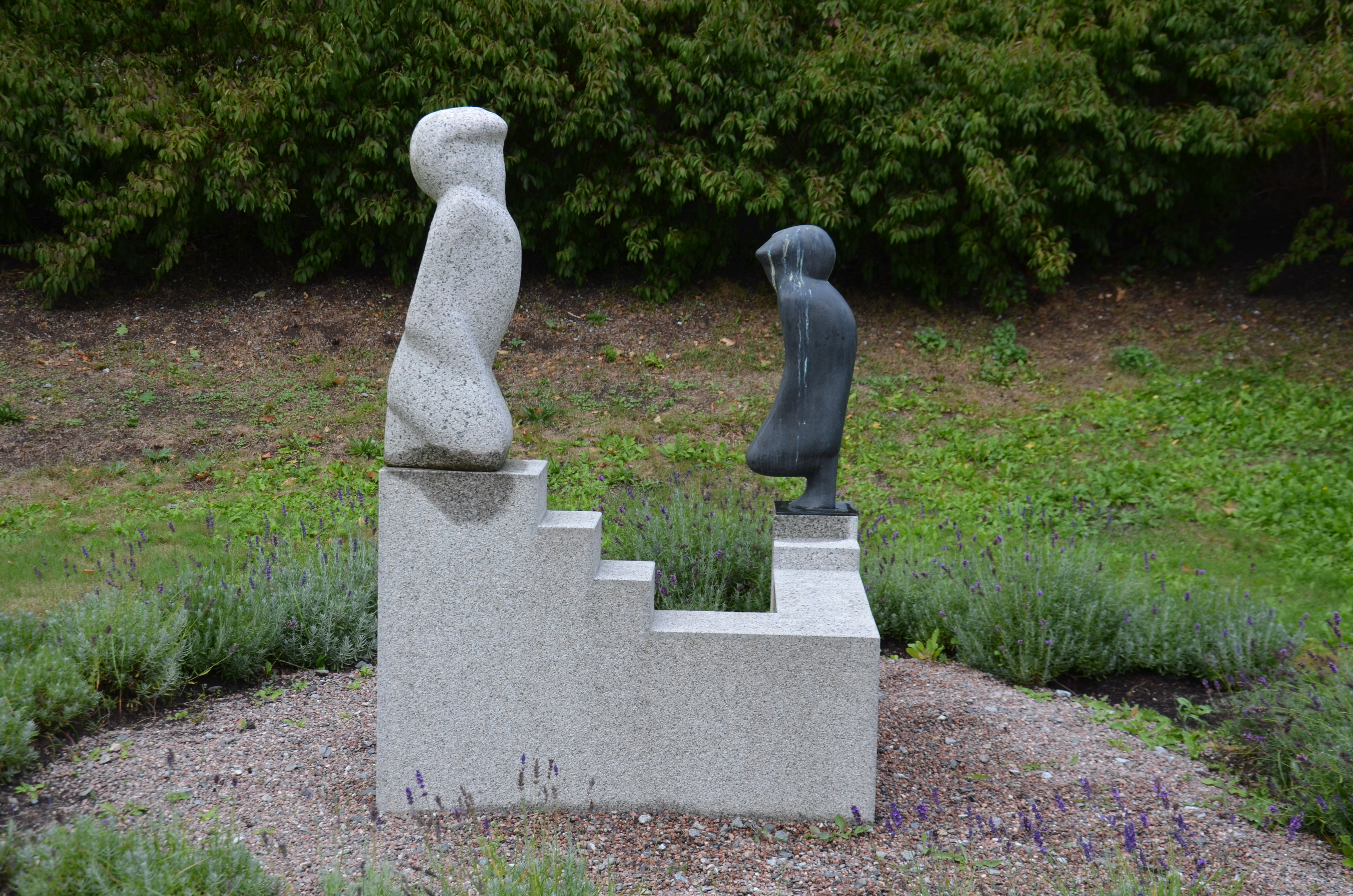
Skulptur i Blackeberg i Stockholm

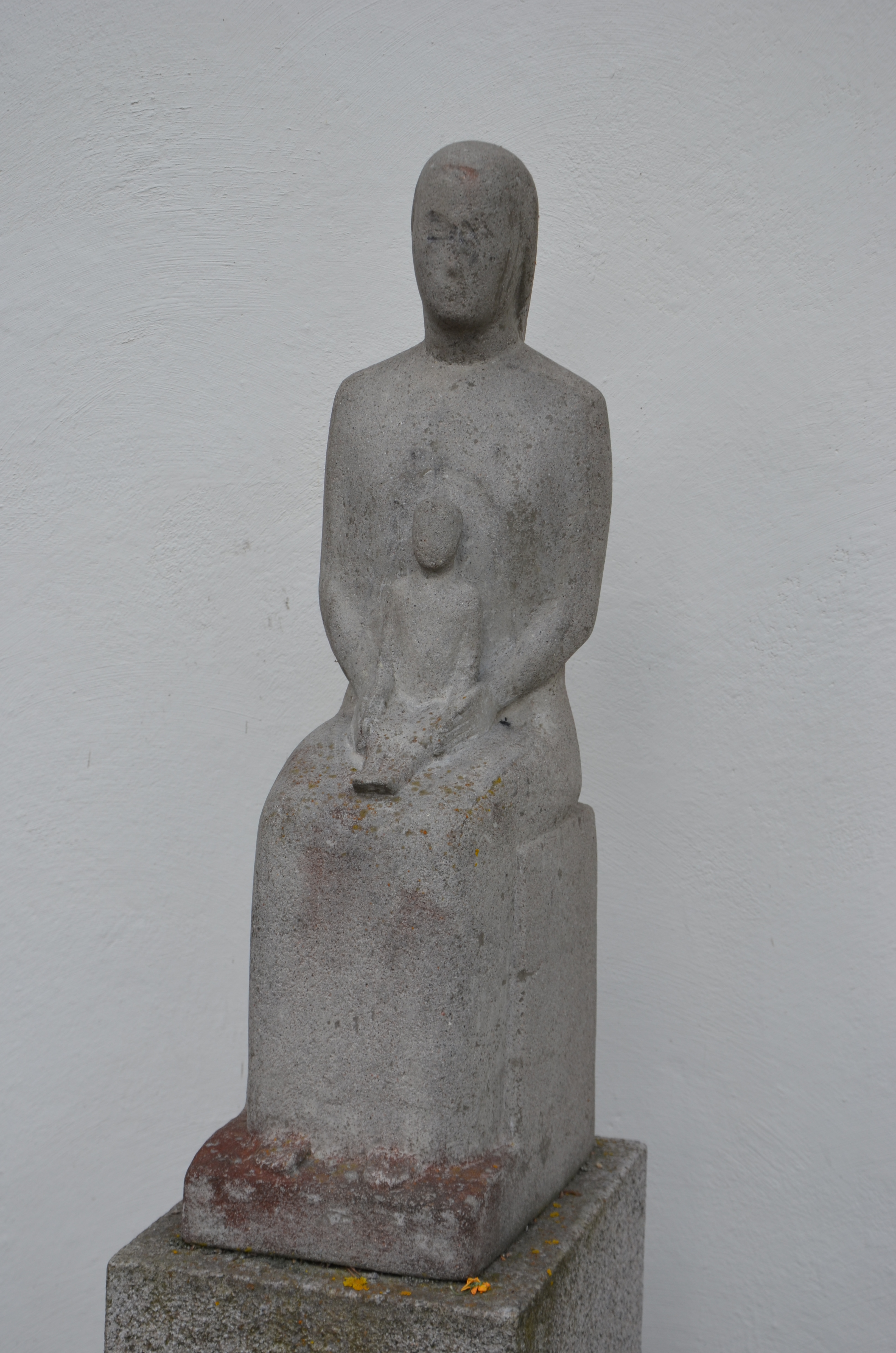
Maria och barnet i Sköndal i Stockholm

Ulla Kajsa Mattas, född 21 september 1948 i Finland, är en skulptör bosatt i Stockholm.
Mattas är dotter till den finländske konstnären Åke Mattas.

## Konstnärskap
Kajsa Mattas utbildade sig vid Kungliga Konsthögskolan i Stockholm 1975-81. Till skolans elevutställning våren 1977 bidrog hon med konstverket Rit bestående av en kvinnoskulptur som placerades på en svartmålad vagn och som konstnären under utställningens gång själv förstörde. Den gradvisa destruktionsprocessen fotograferades och även bilderna blev en del av konstverket. På följande års elevutställning visades vagnen tillsammans med en låda innehållande det som blivit kvar av Rit, denna gång under namnet Epilog. Genom både Rit och Epilog uttryckte Mattas sitt ställningstagande i den moraliska och konstteoretiska debatt som då fördes bland Konsthögskolans elever.
Kajsa Mattas arbetar mestadels i betong. Hennes skulpturer karakteriseras ofta av rena former som knyter an till både antikens formspråk och kubismen. Hon har utfört ett flertal offentliga utsmyckningar, bland annat för Berga örlogsskolor, Klara postterminal i Stockholm, Charlottenborgskyrkan i Motala och Aneby kommunhus. Hon finns representerad bland annat på Moderna museet i Stockholm.
Kajsa Mattas fick Skulptörförbundets Sergelstipendium 2009. Hon uppbär statlig inkomstgaranti för konstnärer.

## Offentliga verk i urval
- Skulptur, Slottsparken i Örebro
- Skulptur, marmor, Cityterminalen i Stockholm
- Hemlighet, brons, 1994, Framtidsvägen 4 i Växjö
- Kottkor, brons, 2001, Västanåskolan, Nätra
- I dina händer - Jona, brons, och fyra andra skulpturer vid Östra Ågatan i Uppsala, 2004
- Byst av Göran Persson, brons, 2014, vid ingången till förstakammarsalen, Riksdagshuset i Stockholm

## Priser och utmärkelser
- 1986 – Carl Milles skulpturstipendium (25 000 kr)[7]
- 1988 – Inez Leanders pris (60 000 kr)[8]
- 1992 – Höckerts pris (60 000 kr)[9]
- 1993 – Läkerols kulturpris[10]
- 2004 – Prins Eugen-medaljen[11]
- 2005 – Upsala Nya Tidnings stadsmiljöpris[12]
- 2009 – Skulptörförbundets Sergelstipendium (20 000 kr)[13]
- 2020 – Sergelpriset[14]

### Uppslagsverk
- Alton Peder, Beck Ingamaj, red (1991). Natur och kulturs konstnärslexikon: Svensk konst under 1900-talet. Stockholm: Natur och kultur. sid. 283. Libris 7228601. ISBN 91-27-01971-3